# BV Minerva 1909 Breslau
BV Minerva 1909 Breslau was een Duitse voetbalclub uit Breslau, dat tegenwoordig het Poolse Wrocław is.

## Geschiedenis
De club werd opgericht in 1909. De club speelde in de schaduw van de succesvollere stadsrivalen. In 1943 promoveerde de club naar de Gauliga Niederschlesien waar de club vierde werd op vijf clubs.
Het laatste seizoen voor het einde van de oorlog werd niet meer gespeeld. Na het einde van de oorlog werd Breslau een Poolse stad, alle Duitse inwoners werden verjaagd en de voetbalclub werd opgeheven.